# Angelikí Dágari
Pour les articles homonymes, voir Dagari.
Angelikí Dágari (grec moderne : Αγγελική Ντάγκαρη) est une peintre et graveuse grecque, née au Pirée en 1947 et décédée en 2008.

## Études
Angelikí Dágar naît au Pirée en 1947.
Elle étudia à Paris, à l'Académie de la Grande Chaumière, à l'École pratique des hautes études, et à l'École nationale supérieure des Beaux-Arts, où elle a eu son diplôme de peinture et de gravure. Parmi ses sources d'inspiration sont l'Antiquité et la mythologie grecque.

## Expositions
De 1976 à 2007 elle a exposé à Athènes dans de nombreuses galeries (Yianni Statha, Syllogi, Dada, Polyplano, Epoxes, Metopi, Aenaon), ainsi que dans plusieurs villes grecques (Vólos, Kastoria, Tripoli) et dans les îles (Rhodes, Lesbos, Hydra). Depuis 1997 elle a montré son travail dans son atelier, Lampsakou 3 à Ilíssia, où elle avait créé un lieu d'exposition.

## Enseignement
Angelikí Dágari, qui fut également professeur, eut Irini Panagopoulou comme élève.